# 达克堤利
达克堤利（希腊语：Δάκτυλοι，字面意思为“手指”）希腊神话中住在佛律癸亚的伊達山（另一种说法是克里特岛的伊達山，这与神话的产生地有关）上的一群古老的精灵。
达克堤利在神话中被描述为一群有着很小的阴茎的男性精灵。他们总是与大母神，如库柏勒或瑞亚（在古典时代晚期，希腊人把瑞亚与来自佛律癸亚的库柏勒结合起来，形成了具有大母神属性的瑞亚-库柏勒）联系在一起，是这些大母神的随从。按照古典时代晚期的神话，奥林匹斯诸神的母亲瑞亚在知道自己即将分娩后进入伊得山的神洞中准备生产。当瑞亚蹲下来分娩时，她的手指插入了泥土里，于是从地里生出了达克堤利（“手指”）。达克堤利的数目因此通常认为是10个（也有神话认为是3个、33个或100个）。
达克堤利被认为是铁的发现者和最早的加工者，他们发明了用火加工金属的工艺。伴随瑞亚-库柏勒的三个达克堤利分别名叫阿克蒙（砧），达谟那墨纽斯（锤子）和刻尔弥斯（铸造）。一些神话认为他们受雇于赫淮斯托斯，并把金属工艺、数学和字母表传授给人类。
流传于克里特的三个达克堤利的名字则可能与医疗有关，他们是派俄尼俄斯（后来成为医神阿斯克勒庇俄斯的别名）、厄庇墨得斯和伊阿西翁。据说他们教给了人类加工铜和铁的方法。克里特的达克堤利中最著名的是伊阿西翁，他与农业女神得墨忒耳（宙斯的姐姐和妻子之一）在耕过三次的田地里性交，结果生出了财神普卢托斯（意为“财富”）。宙斯出于嫉妒用闪电将伊阿西翁劈死。较晚时期的神话则认为伊阿西翁企图强奸得墨忒耳，因此被盛怒的宙斯殛死。这些故事反映了野蛮时代的迷信：人们认为在田野里性交可以增加作物的产量。
保萨尼阿斯记载说，达克堤利是厄利斯的奥林匹克运动会的创建者。
达克堤利后来被与枯瑞忒斯和科律班忒斯（库柏勒的半人半神的祭司）混同起来，有时也与卡比里（瑞亚的伴神，源自佛律癸亚）和忒尔喀涅斯相混。

## 资料来源
- 卡尔·凯雷尼，《希腊人的众神》，1951年
- 《神话辞典》，（苏联）M·H·鲍特文尼克等，统一书号：2017·304
- 《世界神话辞典》，辽宁人民出版社，ISBN 7-205-00960-X